# Membrana de intercambio de protones
Una membrana de intercambio de protones, o membrana polimérica electrolítica (PEM, por sus siglas en inglés), es una membrana semipermeable fabricada generalmente a partir de ionómeros y diseñada para conducir protones al tiempo que actúa como aislante electrónico y barrera para los reactantes, por ejemplo, para el oxígeno y el gas hidrógeno. Esta es su función esencial cuando se incorpora a un conjunto de electrodos de membrana (MEA) de una pila de combustible de membrana de intercambio de protones o de un electrolizador de membrana de intercambio de protones: separación de reactantes y transporte de protones al tiempo que se bloquea una vía electrónica directa a través de la membrana.
Las PEM pueden fabricarse a partir de membranas poliméricas puras o de membranas compuestas, en las que otros materiales están embebidos en una matriz polimérica. Uno de los materiales PEM más comunes y comercializados es el fluoropolímero (PFSA) Nafion, un producto de DuPont. Aunque el Nafion es un ionómero con una espina dorsal perfluorada como el teflón, hay muchos otros motivos estructurales utilizados para fabricar ionómeros para membranas de intercambio de protones. Muchos utilizan polímeros poliaromáticos, mientras que otros utilizan polímeros parcialmente fluorados.
Las membranas de intercambio de protones se caracterizan principalmente por la conductividad de protones (σ), la permeabilidad al metanol ( P ) y la estabilidad térmica.
Las pilas de combustible PEM utilizan una membrana de polímero sólido (una fina película de plástico) que es permeable a los protones cuando está saturada de agua, pero no conduce electrones.

## Historia

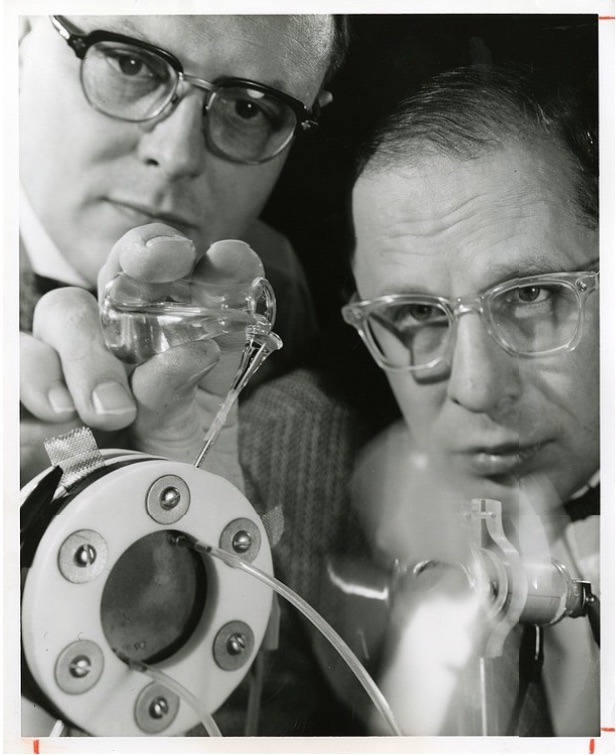
Leonard Niedrach (izquierda) y Thomas Grubb (derecha), inventores de la tecnología de membranas de intercambio de protones.

La primera tecnología de membranas de intercambio de protones fue desarrollada a principios de los años 60 por Leonard Niedrach y Thomas Grubb, químicos que trabajaban para la General Electric Company. El gobierno dedicó importantes recursos al estudio y desarrollo de estas membranas para su uso en el programa de vuelos espaciales del Proyecto Géminis de la NASA. Una serie de problemas técnicos llevaron a la NASA a renunciar al uso de pilas de combustible de membrana de intercambio de protones en favor de las baterías como alternativa de menor capacidad pero más fiable para las misiones Gemini 1-4. Una generación mejorada de la pila de combustible PEM de General Electric se utilizó en todas las misiones Gemini posteriores, pero se abandonó para las misiones Apolo posteriores. El ionómero fluorado Nafion, que es hoy el material de membrana de intercambio de protones más utilizado, fue desarrollado por el químico de plásticos de DuPont Walther Grot. Grot también demostró su utilidad como membrana separadora electroquímica.
En 2014, Andre Geim, de la Universidad de Manchester, publicó los resultados iniciales sobre monocapas de grafeno y nitruro de boro de espesor atómico que permitían que solo los protones pasaran a través del material, lo que las convertía en un reemplazo potencial de los ionómeros fluorados como material PEM.

## Pila de combustible
Las PEMFC tienen algunas ventajas sobre otros tipos de pilas de combustible, como las pilas de combustible de óxido sólido (SOFC). Las PEMFC funcionan a menor temperatura, son más ligeras y compactas, lo que las hace ideales para aplicaciones como los automóviles. Sin embargo, presentan algunas desventajas: la temperatura de funcionamiento de ~80 °C es demasiado baja para la cogeneración como en las SOFC, y que el electrolito de las PEMFC debe estar saturado de agua. Sin embargo, algunos coches de pila de combustible, incluido el Toyota Mirai, funcionan sin humidificadores, confiando en la rápida generación de agua y en la alta tasa de retrodifusión a través de membranas finas para mantener la hidratación de la membrana, así como el ionómero de las capas catalizadoras.
Las pilas PEMFC de alta temperatura funcionan entre 100 °C y 200 °C, lo que puede ofrecer ventajas en la cinética del electrodo y la gestión del calor, así como una mayor tolerancia a las impurezas del combustible, en particular al CO del reformado. Estas mejoras podrían dar lugar a una mayor eficiencia global del sistema. Sin embargo, estos beneficios aún no se han materializado, ya que las membranas de ácido sulfónico perfluorado (PFSA), que son el estándar de oro, pierden su función rápidamente a 100 °C y más si la hidratación cae por debajo del ~100%, y empiezan a deslizarse en este intervalo de temperatura, lo que provoca un adelgazamiento localizado y una reducción general de la vida útil del sistema. En consecuencia, se están estudiando activamente nuevos conductores de protones anhidros, como los cristales plásticos iónicos orgánicos próticos (POIPC) y los líquidos iónicos próticos, para el desarrollo de PEM adecuadas.
El combustible de la PEMFC es el hidrógeno, y el portador de carga es el ion hidrógeno (protón). En el ánodo, la molécula de hidrógeno se divide en iones de hidrógeno (protones) y electrones. Los iones de hidrógeno atraviesan el electrolito hasta el cátodo, mientras que los electrones fluyen a través de un circuito externo y producen energía eléctrica. El oxígeno, normalmente en forma de aire, se suministra al cátodo y se combina con los electrones y los iones de hidrógeno para producir agua. Las reacciones en los electrodos son las siguientes:
Reacción del ánodo:
2H 2 → 4H + + 4e −
Reacción del cátodo:
O 2 + 4H + + 4e − → 2H 2 O
Reacción celular global:
2H 2 + O 2 → 2H 2 O + calor + energía eléctrica
El potencial exotérmico teórico es de +1,23 V en general.

## Aplicaciones
La principal aplicación de las membranas de intercambio de protones son las pilas de combustible PEM. Estas pilas de combustible tienen una gran variedad de aplicaciones comerciales y militares en los sectores aeroespacial, automovilístico y energético.
Las primeras aplicaciones de las pilas de combustible PEM se centraron en la industria aeroespacial. La mayor capacidad de las pilas de combustible en comparación con las baterías las hizo ideales cuando el Proyecto Gemini de la NASA empezó a plantearse misiones espaciales de mayor duración que las que se habían intentado hasta entonces.
La industria automovilística y la generación de electricidad para uso personal y público son los principales mercados de pilas de combustible de membrana de intercambio protónico. Las pilas de combustible PEM son populares en aplicaciones de automoción debido a su temperatura de funcionamiento relativamente baja y su capacidad para arrancar rápidamente incluso en condiciones bajo cero. En marzo de 2019 había 6.558 vehículos de pila de combustible en circulación en Estados Unidos, siendo el Toyota Mirai el modelo más popular. California está a la cabeza de Estados Unidos en estaciones de repostaje de hidrógeno con 43, y la Comisión de Energía de California tiene acceso a 20 millones de dólares anuales en financiación hasta 2023 para ampliar la cobertura. Las pilas de combustible PEM también se han implantado con éxito en otros tipos de maquinaria pesada, y Ballard Power Systems suministra carretillas elevadoras basadas en esta tecnología. El principal reto al que se enfrenta la tecnología PEM para automoción es el almacenamiento seguro y eficiente del hidrógeno, un campo en el que actualmente se investiga mucho.
La electrólisis de membrana de electrolito de polímero es una técnica mediante la cual se utilizan membranas de intercambio de protones para descomponer el agua en gas hidrógeno y oxígeno. La membrana de intercambio de protones permite la separación del hidrógeno producido del oxígeno, lo que permite explotar cualquiera de los productos según sea necesario. Este proceso se ha utilizado de diversas formas para generar combustible de hidrógeno y oxígeno para los sistemas de soporte vital en embarcaciones como los submarinos de la Marina Real y de los EE. UU. Un ejemplo reciente es la construcción de una planta de electrolizadores PEM  de Air Liquide de 20 MW en Québec. Hay dispositivos similares basados en PEM disponibles para la producción industrial de ozono. 